# Thrypticomyia aureipennis
Thrypticomyia aureipennis là một loài ruồi trong họ Limoniidae. Chúng phân bố ở miền Australasia.